# 仰止堂
仰止堂位于中国广西壮族自治区桂林市叠彩山风洞前，建于抗日战争时期，为纪念瞿式耜、张同敞而建。
南明永曆五年（1651年），文渊阁大学士兼吏部、兵部尚书瞿式耜和兵部右侍郎、总督诸路军务张同敞，在桂林抵抗清兵被俘，后宁死不屈而遭害。清朝道光二十年（1840年），时任广西巡抚的梁章钜于叠彩山风洞前立碑纪念，碑刻“常熟瞿忠宣、江陵张忠烈二公成仁处”。抗日战争期间，为纪念二人抗敌功绩，在风洞前的僧舍遗址上建此仰止堂。原建筑已毁，现在的建筑为1958年重建，为砖木结构。1959年集魏碑字体刻匾，饰以粉墙墨瓦，堂内刻二人画像、生平传略及其就义前所作之诗《浩气吟》，后刻有1963年郭沫若所题诗作《瞿张二公像赞》。1987年公布为桂林市文物保护单位。